# General José de San Martín
General José de San Martín  est une ville de la province du Chaco, en Argentine, et le chef-lieu du Libertador General San Martín.
La ville était originellement appelée El Zapallar du fait des plantations de Zapallos (potirons en espagnol). Elle a pris le nom d'un héros de l'indépendance sud-américaine en 1955.
C'est la 4e ville de la province du Chaco.